# Comissão Eleitoral Monárquica
A Comissão Eleitoral Monárquica (CEM) foi formada em 1969 para concorrer pelo círculo de Lisboa às eleições legislativas para a Assembleia Nacional de Outubro desse ano.
A divisão da direita política relativamente à atitude perante a ditadura portuguesa fazia-se sentir no campo monárquico. Embora a maior parte dos monárquicos tenha sido integrada no Estado Novo ou manifestado tolerância para com a política de Salazar, alguns dos fundadores do Integralismo Lusitano, como Almeida Braga e José Hipólito Raposo, criticaram este regime autoritário, designando-o por "salazarquia", e aproximaram-se várias vezes da sua oposição. A defesa da autonomização dos sectores monárquicos relativamente ao já fragilizado Estado Novo fora já expressa em actos eleitorais anteriores.
Rolão Preto chegou a declarar que "o Estado Novo foi a ruína da Nação".
As oportunidades de participação política criadas pela descompressão marcelista motivam a criação da CEM, que apresenta uma lista própria no círculo de Lisboa. Entre os doze candidatos, destacam-se figuras como o antigo chefe nacional-sindicalista Francisco Rolão Preto (o qual fora apoiante das candidaturas presidenciais oposicionistas de Quintão Meireles e Humberto Delgado), o académico de formação integralista Henrique Barrilaro Ruas (antigo membro do Conselho da Lugar-Tenência da Causa Monárquica, que abandonara em Novembro de 1968 para intervir na política), que seria o principal rosto público da CEM, ou ainda o industrial Fernando Honrado. Diferentes gerações de monárquicos conviveram numa lista em que as idades variam entre os 75 anos do ex-integralista Joaquim Toscano de Sampaio e os 25 anos do estudante Manuel Magalhães e Silva.
Embora vários dos membros da CEM tivessem desempenhado funções na Causa Monárquica, a sua iniciativa ocorre à margem desta organização monárquica que, colocando acima de tudo a defesa das colónias, apelava à unidade nacional, traduzida no apoio ao Estado Novo. A lista encabeçada por Rolão Preto contaria também com a oposição de António de Sèves, lugar-tenente do pretendente ao trono, Duarte Nuno de Bragança. O sector mais tradicionalista e conservador dos monárquicos portugueses encara negativamente o liberalismo manifestado pela CEM e as críticas desta lista ao Estado Novo. Por seu lado, a Liga Popular Monárquica (LPM) reclama a presença dos monárquicos na Assembleia Nacional, o órgão legislativo do Estado Novo.
Mesmo as diversas críticas ao regime autoritário então vigente, a CEM considerava desadequada à finalidade das eleições pôr em causa a existência do Estado Novo. Por esta razão, a Comissão adoptará uma posição algo ambígua relativamente à apreciação deste regime político, sendo por exemplo o colonialismo (não isento porém de críticas da CEM à política colonial da União Nacional) um elemento de aproximação entre a CEM e o Estado Novo. 
No entanto, os monárquicos independentes da CEM estabeleceram boas relações com a Comissão Democrática Eleitoral (CDE) e a Comissão Eleitoral de Unidade Democrática (CEUD) e insistiram muito na questão das liberdades públicas, cuja restauração reclamavam, elegendo como prioridade a abolição da censura e a criação de uma lei que permitisse a livre expressão da imprensa.
A Comissão Eleitoral Monárquica obterá no sufrágio de 26 de Outubro apenas 1352 votos, correspondentes a 0,8% do total registado no círculo de Lisboa. Apesar de uma votação quase irrelevante, os membros da CEM destacaram-se pela sua participação, que simboliza que os monárquicos, ou pelo menos uma parte deles, se afirmaram disponíveis para fazer parte de um futuro sistema democrático e pluralista.

## Resultados Eleitorais

### Eleições legislativas
| Data | Líder                   | CI. | Votos | %             | +/- | Deputados | +/- | Status            | Notas |
| ---- | ----------------------- | --- | ----- | ------------- | --- | --------- | --- | ----------------- | ----- |
| 1969 | Henrique Barrilaro Ruas | 4.º | 1 324 | 0,12 / 100,00 |     | 0 / 130   |     | Extra-parlamentar |       |